# Сан-Педро (Кот-д'Івуар)
Сан-Педро (ісп. San Pedro) — місто на південному заході Кот-д'Івуару, адміністративний центр однойменного округу і району Нижня Сассандра загалом.

## Клімат
Місто знаходиться у зоні, котра характеризується мусонним кліматом. Найтепліший місяць — квітень із середньою температурою 27.8 °C (82 °F). Найхолодніший місяць — серпень, із середньою температурою 24.4 °С (76 °F).
| Клімат Сан-Педро        | Клімат Сан-Педро | Клімат Сан-Педро | Клімат Сан-Педро | Клімат Сан-Педро | Клімат Сан-Педро | Клімат Сан-Педро | Клімат Сан-Педро | Клімат Сан-Педро | Клімат Сан-Педро | Клімат Сан-Педро | Клімат Сан-Педро | Клімат Сан-Педро | Клімат Сан-Педро |
| Показник                | Січ.             | Лют.             | Бер.             | Квіт.            | Трав.            | Черв.            | Лип.             | Серп.            | Вер.             | Жовт.            | Лист.            | Груд.            | Рік              |
| Абсолютний максимум, °C | 32               | 32               | 38               | 38               | 33               | 30               | 33               | 33               | 29               | 33               | 31               | 36               | 38               |
| Середній максимум, °C   | 29               | 30               | 30               | 30               | 28               | 27               | 26               | 26               | 26               | 27               | 28               | 29               | 28               |
| Середня температура, °C | 26               | 27               | 27               | 27               | 26               | 25               | 25               | 24               | 25               | 26               | 26               | 26               | 26               |
| Середній мінімум, °C    | 23               | 24               | 24               | 24               | 24               | 23               | 23               | 22               | 23               | 23               | 23               | 23               | 23               |
| Абсолютний мінімум, °C  | 15               | 18               | 21               | 21               | 20               | 20               | 18               | 19               | 20               | 20               | 20               | 16               | 15               |
| Днів з опадами          | 1                | 2                | 4                | 5                | 13               | 17               | 14               | 16               | 14               | 11               | 7                | 4                | 108              |
| Днів з дощем            | 1                | 2                | 4                | 5                | 13               | 17               | 14               | 16               | 14               | 11               | 7                | 4                | 108              |
| ----------------------- | ---------------- | ---------------- | ---------------- | ---------------- | ---------------- | ---------------- | ---------------- | ---------------- | ---------------- | ---------------- | ---------------- | ---------------- | ---------------- |
| Джерело: Weatherbase    |                  |                  |                  |                  |                  |                  |                  |                  |                  |                  |                  |                  |                  |